# 세르비아-크로아티아 국경 분쟁

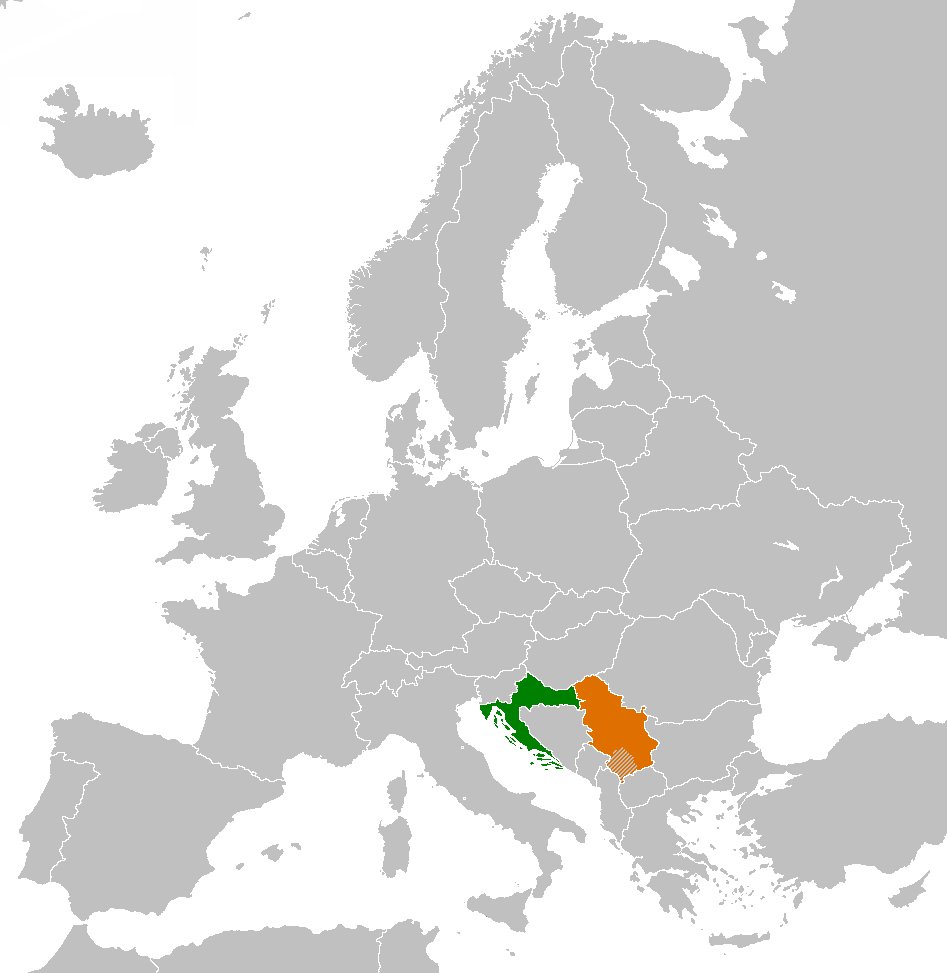
유럽 지도에서 크로아티아(녹색)과 세르비아(주황색)의 위치.

세르비아-크로아티아 국경 분쟁은 도나우강 유역의 세르비아-크로아티아 국경 간 벌어지는 국경 분쟁을 의미한다. 세르비아 측에서는 도나우 계곡 최심하상선 및 두 국가 사이 강 중심선의 국제 국경을 주장하는 한편, 크로아티아 측에서는 국제 국경 주변을 따라 이어져 있는 토지대장 강 경계를 국경으로 주장하고 있다. 이로 인해 140km 길이의 경계가 강 사이를 왔다갔다 하는 경계를 주장하고 있다. 이 토지대장 경계는 사행천이 되고 수력공학 시설이 세워지기 이전 19세기의 도나우 강 경계를 반영한 것이다. 이 두 국가 사이의 의견차이로 인해 발생하는 국경 분쟁 지역은 140km2이상이다.
이 국경 분쟁은 1947년 처음 발생했지만, 이 문제가 해결되지 않은 상태에서 유고슬라비아 사회주의 연방공화국이 건국된다. 이 분쟁은 유고슬라비아 해체가 이루어지면서 다시 수면 위로 떠오르게 된다. 특히, 2013년 크로아티아가 유럽 연합에 가입할 때 분쟁이 가장 심했었다. 2015년 기준으로도 이 분쟁은 해결되지 않았지만 실질적인 점유 상태는 세르비아의 주장에 따른 국경으로 되어 있다.

바치카, 버러녀 지역의 분쟁 중인 세르비아-크로아티아 국경. 크로아티아가 주장하는 국경은 빨간 선이며, 세르비아가 주장하는 국경은 도나우 강을 잇고 있다.
세르비아 점령중, 크로아티아 영토 주장
크로아티아 점령중, 크로아티아는 세르비아 측 영토라고 주장

## 같이 보기
- 리오그란데강 국경 분쟁
- 슬로베니아-크로아티아 국경 분쟁

## 참고 문헌
- Klemenčić, Mladen; Schofield, Clive H. (2001년). 《War and Peace on the Danube: The Evolution of the Croatia-Serbia Boundary》. Durham, England: International Boundaries Research Unit. ISBN 9781897643419.
- Lukic, Reneo (2010년). 〈The Emergence of the Nation-State in East-Central Europe and the Balkans in Historical Perspective〉.   Ramet, Sabrina P. 《Central and Southeast European Politics since 1989》. Cambridge, England: Cambridge University Press. 39–63쪽. ISBN 9781139487504.
- Štambuk-Škalić, Marina (1995년 11월). “Hrvatska istočna granica u dokumentima 1945–1947.” [Croatian Eastern Border in Documents 1945–1947]. 《Fontes》 (크로아티아어) (Zagreb, Croatia: Croatian State Archives) 1 (1): 153–329. ISSN 1330-6804.